# Michel Aoun
Michel Naim Aoun (em árabe: ميشال عون, Haret Hreyk, Baabda, 30 de setembro de 1933) foi presidente do Líbano entre 2016 e 2022 e líder do Movimento Patriótico Livre, uma coalizão de maioria cristã, com uma visão secular da política.
De 22 de setembro de 1988 a 13 de outubro de 1990, Aoun serviu como primeiro-ministro da facção legal dos dois governos rivais em disputa pelo poder na época. Ele declarou "guerra de libertação" contra a ocupação da Síria em 14 de março de 1989. Em 13 de outubro de 1990, as forças sírias invadiram Beirute matando centenas de soldados e civis desarmados; o General Aoun foi detido pela Síria e enviado ao exílio forçado, fugindo para a embaixada francesa e, posteriormente, foi autorizado a viajar para a França. Ele voltaria para o Líbano em 7 de maio de 2005, 11 dias após a retirada das tropas sírias.
Em 2006, como chefe do Movimento Patriótico Livre, assinou um Memorando de Entendimento com o Hezbollah. Ele visitou a Síria em 2009.  Aoun é um membro do Parlamento; liderando o Partido do Movimento Patriótico Livre, que tem 27 representantes e é o segundo maior bloco no Parlamento.